# Liste der Monuments historiques in Grillon
Die Liste der Monuments historiques in Grillon führt die Monuments historiques in der französischen Gemeinde Grillon auf.

## Liste der Bauwerke
| Bezeichnung                                  | Beschreibung | Standort         | Kennzeichnung | Schutzstatus                           | Datum     | Bild           |
| -------------------------------------------- | --- | ---------------- | ------------- | -------------------------------------- | --------- | -------------- |
| Le Vialle Belfried, Häuser, Fassaden, Dächer | Ensemble aus Belfried und vier Häusern im Dorf: Maison du Boulanger, Maison Millon, Maison des Trois Arcs und das Haus unmittelbar nördlich vom Belfried. Die Gebäude wurden von 1974 bis 1978 vom Architekten Georges-Henri Pingusson rekonstruiert. | Le Vialle (Lage) | PA00082047    | Inscrit Label Patrimoine du XXe siècle | 1978 2007 | weitere Bilder |